# Andreaea acuminata
Andreaea acuminata là một loài rêu trong họ Andreaeaceae. Loài này được Mitt. mô tả khoa học đầu tiên năm 1859.